# Buddies (serie televisiva)
Buddies  è una serie televisiva statunitense in 13 episodi trasmessi per la prima volta nel corso di una sola stagione nel 1996. È uno spin-off della serie Quell'uragano di papà in cui erano già apparsi i personaggi di Dave Carlisle e John Butler nell'episodio del 14 marzo 1995.
È una sitcom ambientata a Chicago e incentrata sulle vicende di un gruppo di ragazzi tra cui il nero Dave Carlisle e il bianco John Butler, entrambi aspiranti cineasti.

## Personaggi e interpreti
- Dave Carlisle (13 episodi, 1996), interpretato da	Dave Chappelle.
- John Butler (13 episodi, 1996), interpretato da	Christopher Gartin.
- Lorraine Bailey (13 episodi, 1996), interpretato da	Paula Cale.
- Maureen DeMoss (13 episodi, 1996), interpretata da	Judith Ivey.
- Henry Carlisle (13 episodi, 1996), interpretato da	Richard Roundtree.
- Phyllis Brooks (13 episodi, 1996), interpretato da	Tanya Wright.
- Preacher (2 episodi, 1996), interpretato da	Gary Bayer.

## Produzione
La serie, ideata da Carmen Finestra, David McFadzean e Peter Tolan, fu prodotta da Touchstone Television.  Le musiche furono composte da Brian Scott Bennett.

### Registi
Tra i registi della serie sono accreditati:
- John Pasquin in 7 episodi (1996)
- Andrew Tsao in 3 episodi (1996)
- Paul Lazarus in 2 episodi (1996)

### Sceneggiatori
Tra gli sceneggiatori della serie sono accreditati:
- Peter Tolan in 13 episodi (1996)
- Carmen Finestra
- David McFadzean
- Matt Williams

## Distribuzione
La serie fu trasmessa negli Stati Uniti dal 5 marzo 1996 sulla rete televisiva ABC. In Italia è stata trasmessa su Rai 1 con il titolo Buddies.

## Episodi
| Stagione       | Episodi | Prima TV USA |
| -------------- | ------- | ------------ |
| Prima stagione | 13      | 1996         |